# Coupe du monde de voile 2013-2014
Navigation
Édition précédente Édition suivante
La Coupe du monde de voile 2013-2014 est constituée de 5 étapes. Les épreuves inscrites à cette Coupe du monde sont celles sélectionnées pour les prochains Jeux olympiques et Jeux paralympiques.

## Les étapes
| Dates                     | Lieu      |
| ------------------------- | --------- |
| 12 au 19 octobre          | Qingdao   |
| 1er au 8 décembre         | Melbourne |
| 25 janvier au 1er février | Miami     |
| 29 mars au 5 avril        | Palma     |
| 19 au 26 avril            | Hyères    |

## Classement des médailles
| Rang | Nation           | Or | Argent | Bronze | Total |
| ---- | ---------------- | -- | ------ | ------ | ----- |
| 1    | Royaume-Uni      | 9  | 4      | 10     | 23    |
| 2    | Australie        | 8  | 10     | 14     | 32    |
| 3    | France           | 6  | 7      | 5      | 18    |
| 4    | Nouvelle-Zélande | 6  | 3      | 1      | 10    |
| 5    | Chine            | 5  | 6      | 4      | 15    |
| 6    | Croatie          | 3  | 3      | 1      | 7     |
| 7    | Allemagne        | 3  | 0      | 0      | 3     |
| 8    | Italie           | 2  | 4      | 1      | 7     |
| 9    | Brésil           | 2  | 2      | 1      | 5     |
| 10   | Danemark         | 1  | 2      | 2      | 5     |
| 11   | Biélorussie      | 1  | 2      | 0      | 3     |
| 11   | Grèce            | 1  | 2      | 0      | 3     |
| 13   | États-Unis       | 1  | 1      | 4      | 6     |
| 14   | Pologne          | 1  | 1      | 2      | 4     |
| 15   | Israël           | 1  | 1      | 1      | 3     |
| 16   | Suède            | 1  | 1      | 0      | 2     |
| 17   | Espagne          | 1  | 0      | 2      | 3     |
| 18   | Argentine        | 1  | 0      | 0      | 1     |
| 18   | Belgique         | 1  | 0      | 0      | 1     |
| 18   | Singapour        | 1  | 0      | 0      | 1     |
| 21   | Canada           | 0  | 2      | 0      | 2     |
| 22   | Autriche         | 0  | 1      | 1      | 2     |
| 23   | Chypre           | 0  | 1      | 0      | 1     |
| 23   | Finlande         | 0  | 1      | 0      | 1     |
| 23   | Irlande          | 0  | 1      | 0      | 1     |
| 26   | Norvège          | 0  | 0      | 3      | 3     |
| 27   | Hong Kong        | 0  | 0      | 1      | 1     |
| 27   | Japon            | 0  | 0      | 1      | 1     |

## Résultats par épreuve

### 470 Hommes
| Épreuves  | Or                        | Argent                   | Bronze                            |
| --------- | ------------------------- | ------------------------ | --------------------------------- |
| Qingdao   | Lucas Calabrese Argentine | Sime Fantela Croatie     | Paul Snow-Hansen Nouvelle-Zélande |
| Melbourne | Mathew Belcher Australie  | Sime Fantela Croatie     | Angus Galloway Australie          |
| Miami     | Sofian Bouvet France      | Angus Galloway Australie | Stuart Mcnay États-Unis           |
| Palma     | Sime Fantela Croatie      | Anton Dahlberg Suède     | Mathew Belcher Australie          |
| Hyères    | Mathew Belcher Australie  | Panayiótis Mántis Grèce  | Sofian Bouvet France              |

### 470 Femmes
| Épreuves  | Or                          | Argent                      | Bronze                   |
| --------- | --------------------------- | --------------------------- | ------------------------ |
| Qingdao   | Jo Aleh Nouvelle-Zélande    | Feng Hui Chine              | Fu Qian Chine            |
| Melbourne | Chen Shasha Chine           | Sasha Ryan Australie        | Zhang Nan Chine          |
| Miami     | Sophie Weguelin Royaume-Uni | Camille Lecointre France    | Lara Vadlau Autriche     |
| Palma     | Jo Aleh Nouvelle-Zélande    | Camille Lecointre France    | Hannah Mills Royaume-Uni |
| Hyères    | Jo Aleh Nouvelle-Zélande    | Sophie Weguelin Royaume-Uni | Anne Haeger États-Unis   |

### 49er Hommes
| Épreuves  | Or                             | Argent                  | Bronze                       |
| --------- | ------------------------------ | ----------------------- | ---------------------------- |
| Melbourne | Nathan Outteridge Australie    | David Gilmour Australie | William Phillips Australie   |
| Miami     | Jonas Warrer Danemark          | Bradley Funk États-Unis | Stephen Morrison Royaume-Uni |
| Palma     | Peter Burling Nouvelle-Zélande | Jonas Warrer Danemark   | Dylan Fletcher Royaume-Uni   |
| Hyères    | Peter Burling Nouvelle-Zélande | Ryan Seaton Irlande     | Nathan Outteridge Australie  |

### 49er FX Femmes
| Épreuves  | Or                             | Argent                             | Bronze                          |
| --------- | ------------------------------ | ---------------------------------- | ------------------------------- |
| Melbourne | Olivia Price Australie         | Haylee Outteridge Australie        | Ragna Agerup Norvège            |
| Miami     | Sarah Steyaert France          | Giulia Conti Italie                | Frances Peters Royaume-Uni      |
| Palma     | Martine Soffiatti Grael Brésil | Ida Marie Baad Nielsen Danemark    | Charlotte Dobson Royaume-Uni    |
| Hyères    | Martine Soffiatti Grael Brésil | Alexandra Maloney Nouvelle-Zélande | Ida Marie Baad Nielsen Danemark |

### Finn Hommes
| Épreuves  | Or                         | Argent                        | Bronze                  |
| --------- | -------------------------- | ----------------------------- | ----------------------- |
| Melbourne | Björn Allansson Suède      | Oliver Tweddell Australie     | Jake Lilley Australie   |
| Miami     | Giles Scott Royaume-Uni    | Oliver Tweddell Australie     | Jorge João Zarif Brésil |
| Palma     | Giles Scott Royaume-Uni    | Thomas Le Breton France       | Jonathan Lobert France  |
| Hyères    | Pieter-Jan Postma Pays-Bas | Ivan Kljakovic Gaspic Croatie | Thomas Le Breton France |

### Laser Hommes
| Épreuves  | Or                       | Argent                           | Bronze                            |
| --------- | ------------------------ | -------------------------------- | --------------------------------- |
| Qingdao   | Tonci Stipanović Croatie | Pávlos Kontídis Chypre           | Kacper Ziemiński Pologne          |
| Melbourne | Tom Burton Australie     | Thomas Saunders Nouvelle-Zélande | Matthew Wearn Australie           |
| Miami     | Tonci Stipanović Croatie | Robert Scheidt Brésil            | Nick Thompson Royaume-Uni         |
| Palma     | Tom Burton Australie     | Jean-Baptiste Bernaz France      | Tonci Stipanović Croatie          |
| Hyères    | Tom Burton Australie     | Andy Maloney Nouvelle-Zélande    | Rutger van Schaardenburg Pays-Bas |

### Laser radial Femmes
| Épreuves  | Or                               | Argent                           | Bronze                      |
| --------- | -------------------------------- | -------------------------------- | --------------------------- |
| Qingdao   | Zhang Dongshuang Chine           | Tatiana Drozdovskaya Biélorussie | Mathilde de Kerangat France |
| Melbourne | Tatiana Drozdovskaya Biélorussie | Zhang Dongshuang Chine           | Krystal Weir Australie      |
| Miami     | Paige Railey États-Unis          | Marit Bouwmeester Pays-Bas       | Anne-Marie Rindom Danemark  |
| Palma     | Marit Bouwmeester Pays-Bas       | Tuula Tenkanen Finlande          | Chloe Martin Royaume-Uni    |
| Hyères    | Evi Van Acker Belgique           | Tatiana Drozdovskaya Biélorussie | Marit Bouwmeester Pays-Bas  |

### RS:X Hommes
| Épreuves  | Or                     | Argent                  | Bronze                             |
| --------- | ---------------------- | ----------------------- | ---------------------------------- |
| Qingdao   | Shahar Zubari Israël   | Ricardo Santos Brésil   | Cheng Chun Leung Michael Hong Kong |
| Melbourne | Shi Chuanjun Chine     | Liu Chunzhuang Chine    | Fang Zhennan Chine                 |
| Miami     | Byron Kokkalanis Grèce | Nimrod Mashich Israël   | Makoto Tomizawa Japon              |
| Palma     | Pierre Le Coq France   | Byron Kokkalanis Grèce  | Louis Giard France                 |
| Hyères    | Piotr Myszka Pologne   | Paweł Tarnowski Pologne | Dorian van Rijsselberghe Pays-Bas  |

### RS:X Femmes
| Épreuves  | Or                      | Argent                  | Bronze                   |
| --------- | ----------------------- | ----------------------- | ------------------------ |
| Qingdao   | Chen Peina Chine        | Wu Jiahui Chine         | Maayan Davidovich Israël |
| Melbourne | Zheng Manjia Chine      | Weng Qiaoshan Chine     | Chen Peina Chine         |
| Miami     | Bryony Shaw Royaume-Uni | Laura Linares Italie    | Flavia Tartaglini Italie |
| Palma     | Charline Picon France   | Lilian de Geus Pays-Bas | Blanca Manchón Espagne   |
| Hyères    | Moana Delle Allemagne   | Wu Jiahui Chine         | Maja Dziarnowska Pologne |

### Nacra 17 Mixte
| Épreuves  | Or                                     | Argent                                   | Bronze                                   |
| --------- | -------------------------------------- | ---------------------------------------- | ---------------------------------------- |
| Melbourne | Darren Bundock Nina Curtis Australie   | Euan McNicol Lucinda Whitty Australie    | Jason Waterhouse Lisa Darmanin Australie |
| Miami     | Vittorio Bissaro Silvia Sicouri Italie | Thomas Zajac Tanja Chiara Frank Autriche | Ben Saxton Hannah Diamond Royaume-Uni    |
| Palma     | Billy Besson Marie Riou France         | Vittorio Bissaro Silvia Sicouri Italie   | Darren Bundock Nina Curtis Australie     |
| Hyères    | Vittorio Bissaro Silvia Sicouri Italie | Billy Besson Marie Riou France           | Darren Bundock Nina Curtis Australie     |